# Molophilus oregonicolus
Molophilus oregonicolus là một loài ruồi trong họ Limoniidae. Chúng phân bố ở miền Tân bắc.